# Зоя Пирзад
Зоя Пирзад (на персийски: زویا پیرزاد, на арменски: Զոյա Զոյադ) е ирано-арменска преводачка и писателка на произведения в жанра драма и лирика.

## Биография и творчество
Зоя Пирзад е родена през 1952 г. в Абадан, Иран. Майка ѝ е иранска арменка, а баща ѝ е от руски произход. Израства в Техеран, където учи. Омъжва се, има 2 сина – Саша и Шервин.
Започва литературната си кариера след Иранската революция от 1979 г. Първият ѝ сборник с разкази „مثل همهی عصرها“ („Както всяка вечер“) е издаден през 1991 г.
Сборникът ѝ „طعم گس خرمالو“ („Горчивият вкус на райска ябълка“) е издаден през 2001 г. Той отразява времето от историческия етап в Иран, в който поради общи ислямски вярвания много образовани и част от местната интелигенция иранки се чувстват пленени в дома си и не им е позволено да участват в обществения и социален живот въпреки желанията им. Романът е публикуван неколкократно в Иран и е преведен на няколко езика.
Първият ѝ роман „چراغها را من خاموش میکنم“ („Аз ще угася светлините“) е издаден през 2002 г. Историята му се развива в родния ѝ град Абадан през 40-те години на миналия век, а героите са семействата на служители и инженери от нефтна компания, които живеят в квартал „Бавардех“ с местните жители на града. Книгата получава множество награди, включително иранската литературна награда „Хушанг Голшири“ за най-добра книга на годината, заради „гениално представяне на конфликтните емоции на жената, създаване на напрежение чрез деморализиране на ежедневието, създаване на език в перфектна хармония с темата и героите на романа“.
Езикът на нейните произведения е достъпен, балансиран и ежедневен персийски език, а историите са наситени с много хуманизъм. В тях тя представя жени, които нито се срамуват, нито се страхуват да критикуват, от позициите на феминизма, исляма и ограничаващите правата на жените и възможностите им за изяви тенденции и традиции в обществото.
Писателката печели няколко литературни награди, включително международната награда „Куриер“ за най-добра чуждестранна книга през 2009 г., а през 2015 г. е удостоена с френското отличие Дама на Ордена на Почетния легион.
Прави преводи на произведенията си на френски език. Превежда „Приключенията на Алиса в страната на чудесата“ от Луис Карол и колекция от хайку от азиатски поети.
Зоя Пирзад живее със семейството си в Ереван, Армения.

## Произведения

### Самостоятелни романи
- چراغها را من خاموش میکنم, cẖrạgẖhạ rạ mn kẖạmwsẖ my̰-nm (2002)
- عادت میکنیم, ʿĀdat mi-konīm (2004)
- چراغ ها را من خاموش می کنم, rạgẖ hạ rạ mn kẖạmwsẖ my̰ ḵnm (2017)

### Новели
- L'Appartement (2009) – в „Ta'am gass khormalu“

### Сборници
- مثل همهی عصرها, Mesl-e hameh asr-ha (1991)
- Ta'am gass khormalu (1997) – международна награда „Куриер“ за най-добра чуждестранна книга, 2009 г.
- Yek rūz mānde be ʿeid-e Pāk (1998)
- طعم گس خرمالو, Cherāgh-hā-rā man khāmush mi-konam (2001)
- سه کتاب (2001) – сборникът „Три книги“ включва „Горчивият вкус на райска ябълка“, „Един ден до Великден“ и „Както всяка вечер“